# Бызгу, Сергей Дмитриевич
Серге́й Дми́триевич Бы́згу (род. 4 декабря 1966, Кишинёв) — российский актёр театра, дубляжа и кино.
Заслуженный артист Российской Федерации (2010).

## Биография
Родился 4 декабря 1966 года в Кишинёве (Молдавия).
Отец был по профессии геодезистом, мать — геологом.
Через год после окончания Академии музыки, театра и изобразительных искусств был призван в армию, служил в Группе советских войск в Германии.
Окончил ЛГИТМиК в 1991 году (курс И. Горбачёва) и был распределён в Театр драмы имени Пушкина, где играл, начиная со второго курса. После ухода из Пушкинского театра играл в Театре на Литейном, в театре «Фарсы». Потом перешёл в театр В. Ф. Комиссаржевской.
Создатель детской театральной студии «Театр-класс», в которой преподаёт вместе с Карленко О. Ю., Приходько Р. А., Гавриловой О. В.. Наиболее известные спектакли, поставленные им с воспитанниками студии: «Играем Шекспира», «Летят по небу шарики» (спектакль был удостоен специальной премии «Фигаро»), «Чудо».
С 2014 года вместе с Карленко О. Ю. ведёт актёрский курс в РГИСИ.
Женат на Галине Ивановне Бызгу (театральный режиссёр). Сын Фома, артист театра «Мастерская» Григория Козлова.

## Роли в театре

### Александринский театр
- 1989 — Фонвизин «Недоросль» — Митрофанушка

### Театр «Фарсы»
- 1991 — «Фарсы, или Новые средневековые анекдоты»
- 1994 — «Фантазии, или Шесть персонажей в ожидании ветра»
- 1995 — «Вохляки из Голоплеков, или Сонное мечтание» (по рассказам И. С. Тургенева) — Ефрем
- 1996 — «Поварецкие пляски» (спектакль-шоу)
- 1998 — «Гамлет» (У. Шекспир) — Полоний
- 2001 — «Село Степанчиково и его обитатели» — Фома Опискин
- 2003 — «Суперфлю» (по пьесе Н. В. Гоголя «Женитьба») — Кочкарев

### Молодёжный театр на Фонтанке
- 1998 — «Плутни Скапена» (Ж.-Б. Мольер) — Скапен

### Театр-фестиваль «Балтийский дом»
- 1999 — «Без вины виноватые» (А. Н. Островский) — Шмага

### «Белый театр»
- 2000 — «Обняться и заплакать» (по рассказу Ф. М. Достоевского «Вечный муж», реж. Георгий Васильев) — Трусоцкий
- 2004 — «Записки из Мёртвого дома» (по одноимённому роману Ф. М. Достоевского)
- 2006 — «Преступление» (спектакль-этюд по роману Ф. М. Достоевского «Преступление и наказание»)

### Театр «Русская антреприза» им. А. Миронова
- 2001 — «Фантазии Фарятьева» (А. Н. Соколова) — Фарятьев
- 2011 — «Палата № 6» (А. П. Чехов) — Мойсейка

### ТЮЗ им. Брянцева
- 2003 — «Очень простая история» (М. А. Ладо) — Сосед, а также режиссёр
- 2014 — «Вино из одуванчиков, или Замри» (Р.Брэдбери) — Лео Ауфман

### Театр «Комедианты»
- 2004 — «Акакий» (по повести Н. В. Гоголя «Шинель», реж. Георгий Васильев) — Акакий Башмачкин

### Театр В. Ф. Комиссаржевской
- 2005 — «Татарин маленький» (А. В. Поярков) — Коляй Коляич
- 2007 — «Сон в летнюю ночь» (У. Шекспир) — Питер Пень
- 2009 — «Мыльные ангелы» (Э. Кинтеро) — Октавио
- 2010 — «Сиротливый Запад» (М. Макдонах) — Вален
- 2014 — «Графоман» (А. Володин) — Мокин

### ФМД-Театр (Театр Музея Достоевского)
- 2007 — «Ибсен-Стриндберг» (В. Бирон) — Ибсен
- 2009 — «Сказки с акцентом» (по сказкам народов мира)

### Театр Комедии им. Акимова
- 2008 — «Голодранцы и аристократы» (Э. Скарпетт) — Феличе Шошаммок

### Большой театр кукол
- 2008 — «Тойбеле и её демон» (И. Зингер) — демон Гурмизах, а также режиссёр
- 2009 — «Я скучаю по тебе» (А. М. Володин) — Он, а также режиссёр
- 2010 — «Сто оттенков синего» (Н.Денисова) — Степан, блогер

### Театр «Мастерская» под руководством Григория Козлова
- 2017 — «Тартюф» (Жан-Батист Мольер) — Оргон

## Фильмография
- 1993 — Осечка (телефильм) — Борис Борисович Колобок
- 1997 — История про Ричарда, Милорда и прекрасную Жар-птицу — Игорь
- 2000 — Империя под ударом (мини-сериал) — Сергей Иванович Бухало, инженер
- 2000 — Охота на Золушку (мини-сериал)
- 2000 — Улицы разбитых фонарей 3 (сериал)
- 2001—2012 — Тайны следствия (сериал)
- 2001—2003 — Агентство НЛС (сериал)
- 2001 — Механическая сюита
- 2001 — Агент национальной безопасности 3 (сериал) — режиссёр
- 2001 — Первое мая
- 2002—2003 — Недлинные истории (телесериал)
- 2002 — Начальник каруселей (сериал)
- 2002 — Недлинные истории (сериал)
- 2002 — У нас все дома (сериал)
- 2003 — Особенности национальной политики
- 2004 — Экстренное торможение
- 2005 — Большая прогулка (мини-сериал)
- 2005 — Мангуст 2 (сериал) — Борис, напарник Мазаева
- 2005 — Арфа и бокс (короткометражка)
- 2005 — Пари (сериал)
- 2005 — Семья (сериал)
- 2005 — Убойная сила 5 (сериал)
- 2006 — Путина
- 2006 — Рататуй (телефильм) — Бугаев
- 2007 — Суженый-ряженый (телефильм) — Боря
- 2011 — Родственник — Иван Кузьмич
- 2011 — Хвост (телесериал)
- 2011 — Небесный суд (мини-сериал) — Преториус
- 2012 — Отрыв (телесериал)
- 2013 — Пётр Лещенко. Всё, что было... — Даниил Зельцер, импресарио Петра Лещенко
- 2013 — Шутки ангела — главный врач
- 2013 — Прозрение — Крайнов
- 2013 — Шерлок Холмс — Пит Крысятник, уголовник
- 2014 — Батальонъ — Афанасий Бочкарёв
- 2014 — Седьмая руна — «Харбин»
- 2015 — Подозрение (телесериал) — Саверин, учёный
- 2015 — Метод — директор театра
- 2015 — Снег и пепел — Илья Игнатьевич Боюн
- 2015 — Норвег — журналист телеканала «Ливень»
- 2015 — Город — Всеволод Сергеевич Майер, директор дома культуры
- 2016 — Блюз для сентября — Арсен Евгеньевич, гендиректор рекламного агентства
- 2017 — Крылья Империи — отец Серафим
- 2017 — Чужое лицо — Альберт Петрунин
- 2018 — Русалки — Борис Иванович, судмедэксперт
- 2019 — Подкидыш — Матвей Виноградов, художник
- 2020 — Бомба — Платон Андреевич Бибихин, физик-ядерщик
- 2021 — МУР-МУР — Максим Лукич, фотограф
- 2021 — Конёк-Горбунок — казначей
- 2021 — Воскресенский — шеф-редактор газеты «Петербургский Вестник»
- 2021 — Обитель — Филипп, заключённый Соловецкого лагеря особого назначения
- 2022 — Ловец снов — Пётр Юфин, специалист по органическим ядам
- 2023 — Шаляпин — Ипполит Альтани, главный дирижёр Большого театра

### Дубляж
- 2003 — Шанхайские рыцари — Чон Ван (Джеки Чан)
- 2003 — Однажды в Мексике — советник
- 2005 — Хроники Нарнии: Лев, колдунья и волшебный шкаф — Гинарбрик
- 2006 — Киносвидание — Хитч (Тони Кокс)
- 2006 — Тачки — Луиджи (Тони Шалуб)
- 2011 — Тачки 2 — Луиджи (Тони Шалуб)
- 2012 — Белоснежка: Месть гномов — Полпинты (Простачок)
- 2017 — Тачки 3 — Луиджи (Тони Шалуб)

С 2007 по начало 2017 года являлся официальным голосом диснеевского мультипликационного персонажа Гуфи, озвучивая его в мультфильмах «Клуб Микки Мауса», «Как подключить домашний кинотеатр», «Дональд Дак представляет» (показ 2008 года), «Неисправимый Гуфи», «Микки Маус 2013» и «Микки и весёлые гонки» (1—7 серии), а также компьютерной игре «Epic Mickey: Две легенды».

### Компьютерные игры
- 2006 — Cars — Луиджи (Тони Шалуб)
- 2006 — Cars: Radiator Springs Adventure — Луиджи (Тони Шалуб)
- 2007 — Cars Mater-National Championship — Луиджи (Тони Шалуб)